# 2138 Swissair
2138 Swissair је астероид главног астероидног појаса са пречником од приближно 12,7 .
Афел астероида је на удаљености од 2,867 астрономских јединица (АЈ) од Сунца, а перихел на 2,503 АЈ.
Ексцентрицитет орбите износи 0,067, инклинација (нагиб) орбите у односу на раван еклиптике 5,929 степени, а орбитални период износи 1607,438 дана (4,400 године).
Апсолутна магнитуда астероида је 11,5 а геометријски албедо 0,174.
Астероид је откривен . 1936. године.